# Olympische Jugend-Winterspiele 2020/Freestyle-Skiing
Bei den Olympischen Jugend-Winterspielen 2020 in Lausanne fanden vom 18. bis 22. Januar 2020 insgesamt acht Wettbewerbe im Freestyle-Skiing statt. Zusätzlich wurde mit dem Ski-/Snowboardcross Mixed Teamwettbewerb ein sportartenübergreifender Wettkampf ausgetragen, an dem auch Athleten der Snowboardwettkämpfe teilnahmen. Austragungsorte waren die Anlage Park & Pipe an der Tour d’Aï bei Leysin (Big Air, Halfpipe, Slopestyle) und Villars-sur-Ollon (Skicross).

## Bilanz

### Medaillenspiegel
| Platz  | Land               | Gold | Silber | Bronze | Gesamt |
| ------ | ------------------ | ---- | ------ | ------ | ------ |
| 1      | China              | 2    | 2      | –      | 4      |
| 2      | Vereinigte Staaten | 1    | 2      | 2      | 5      |
| 3      | Schweden           | 1    | 1      | 2      | 4      |
| 4      | Tschechien         | 1    | 1      | –      | 2      |
| 5      | Estland            | 1    | –      | –      | 1      |
| 5      | Kanada             | 1    | –      | –      | 1      |
| 5      | Schweiz            | 1    | –      | –      | 1      |
| 8      | Russland           | –    | 1      | 2      | 3      |
| 9      | Großbritannien     | –    | 1      | –      | 1      |
| 10     | Neuseeland         | –    | –      | 1      | 1      |
| 10     | Ukraine            | –    | –      | 1      | 1      |
| Gesamt | Gesamt             | 8    | 8      | 8      | 24     |

### Medaillengewinner
| Disziplin  | Gold                  | Silber          | Bronze                |
| ---------- | --------------------- | --------------- | --------------------- |
| Jungen     |                       |                 |                       |
| Big Air    | Matěj Švancer         | Kiernan Fagan   | Orest Kowalenko       |
| Halfpipe   | Andrew Longino        | Hunter Carey    | Luca Harrington       |
| Slopestyle | Kiernan Fagan         | Melvin Morén    | Hunter Henderson      |
| Skicross   | Erik Wahlberg         | Artjom Baschin  | Andrei Gorbatschow    |
| Mädchen    |                       |                 |                       |
| Big Air    | Eileen Gu             | Kirsty Muir     | Jennie-Lee Burmansson |
| Halfpipe   | Eileen Gu             | Li Fanghui      | Hanna Faulhaber       |
| Slopestyle | Kelly Sildaru         | Eileen Gu       | Jennie-Lee Burmansson |
| Skicross   | Marie Karoline Krista | Diana Cholenská | Wladislawa Baljukina  |

## Ergebnisse

### Jungen

#### Big Air
| Platz | Land | Athlet           | Punkte |
| ----- | ---- | ---------------- | ------ |
| 1     | CZE  | Matěj Švancer    | 186,00 |
| 2     | USA  | Kiernan Fagan    | 183,00 |
| 3     | UKR  | Orest Kowalenko  | 179,50 |
| 4     | USA  | Hunter Henderson | 175,25 |
| 5     | NOR  | Tormod Frostad   | 172,25 |
| 6     | AUT  | Daniel Bacher    | 156,25 |
| 7     | GER  | David Zehentner  | 148,00 |
| 8     | SWE  | Melvin Morén     | 134,25 |
| 9     | GBR  | Jasper Klein     | 133,75 |
| 10    | NOR  | Tevje Skaug      | 117,00 |
| 11    | CZE  | Štěpán Hudeček   | 073,25 |
| 12    | NZL  | Luca Harrington  | 025,25 |

Datum: 22. Januar 2020, 9:30 Uhr

#### Halfpipe
| Platz | Land | Athlet          | Punkte |
| ----- | ---- | --------------- | ------ |
| 1     | CAN  | Andrew Longino  | 94,00  |
| 2     | USA  | Hunter Carey    | 86,00  |
| 3     | NZL  | Luca Harrington | 80,66  |
| 4     | NZL  | Max McDonald    | 76,00  |
| 5     | USA  | Connor Ladd     | 73,33  |
| 6     | CHN  | Sun Jingbo      | 69,66  |
| 7     | RUS  | Fjodor Muraljow | 67,33  |
| 8     | CAN  | Steven Kahnert  | 65,66  |
| 9     | CHN  | Li Songsheng    | 64,33  |
| 10    | RUS  | Leonid Frolow   | 55,66  |

Datum: 21. Januar 2020, 9:30 Uhr

#### Slopestyle
| Platz | Land | Athletin         | Punkte |
| ----- | ---- | ---------------- | ------ |
| 1     | USA  | Kiernan Fagan    | 90,66  |
| 2     | SWE  | Melvin Morén     | 89,33  |
| 3     | USA  | Hunter Henderson | 88,66  |
| 4     | CZE  | Matěj Švancer    | 85,00  |
| 5     | SUI  | Nils Rhyner      | 83,33  |
| 6     | SUI  | Fantin Ciompi    | 80,66  |
| 7     | AUT  | Daniel Bacher    | 79,33  |
| 8     | JPN  | Ruka Itō         | 75,66  |
| 9     | UKR  | Orest Kowalenko  | 70,00  |
| 10    | NZL  | Luca Harrington  | 67,33  |
| 11    | NOR  | Tevje Skaug      | 66,33  |
| 12    | GER  | David Zehentner  | 48,33  |

Datum: 20. Januar 2020, 9:30 Uhr (witterungsbedingt um einen Tag verschoben)

#### Skicross
| Platz          | Land | Athlet             |
| -------------- | ---- | ------------------ |
| Finale         |      |                    |
| 1              | SWE  | Erik Wahlberg      |
| 2              | RUS  | Artjom Baschin     |
| 3              | RUS  | Andrei Gorbatschow |
| 4              | AUT  | Marcus Plank       |
| kleines Finale |      |                    |
| 5              | GER  | Sebastian Veit     |
| 6              | SWE  | Fredrik Nilsson    |
| 7              | SUI  | Robin Tissières    |
| 8              | SUI  | Thomas Kolly       |

Datum: 19. Januar 2020, 14:20 Uhr

### Mädchen

#### Big Air
| Platz | Land | Athlet                | Punkte |
| ----- | ---- | --------------------- | ------ |
| 1     | CHN  | Eileen Gu             | 171,25 |
| 2     | GBR  | Kirsty Muir           | 170,00 |
| 3     | SWE  | Jennie-Lee Burmansson | 151,75 |
| 4     | CHN  | Yang Shuorui          | 137,25 |
| 5     | USA  | Jenna Riccomini       | 128,50 |
| 6     | FRA  | Jade Michaud          | 125,00 |
| 7     | SWE  | Wilma Johansson       | 115,00 |
| 8     | USA  | Riley Jacobs          | 106,00 |
| 9     | RUS  | Anna Tschiwina        | 093,75 |
| 10    | AUS  | Mia Rennie            | 025,00 |

Datum: 22. Januar 2020, 10:30 Uhr

#### Halfpipe
| Platz | Land | Athletin        | Punkte |
| ----- | ---- | --------------- | ------ |
| 1     | CHN  | Eileen Gu       | 93.00  |
| 2     | CHN  | Li Fanghui      | 85.66  |
| 3     | USA  | Hanna Faulhaber | 77.33  |
| 4     | CHN  | Wu Meng         | 75.33  |
| 5     | NZL  | Ruby Andrews    | 66.00  |
| 6     | USA  | Riley Jacobs    | 60.33  |
| 7     | SUI  | Michelle Rageth | 59.66  |
| 8     | CAN  | Emma Morozumi   | 52.33  |

Datum: 20. Januar 2020, 9:30 Uhr

#### Slopestyle
| Platz | Land | Athletin              | Punkte |
| ----- | ---- | --------------------- | ------ |
| 1     | EST  | Kelly Sildaru         | 93,75  |
| 2     | CHN  | Eileen Gu             | 93,25  |
| 3     | SWE  | Jennie-Lee Burmansson | 90,00  |
| 4     | GBR  | Kirsty Muir           | 86,25  |
| 5     | FRA  | Jade Michaud          | 81,25  |
| 6     | CAN  | Rylee Hackler         | 65,00  |
| 7     | RUS  | Anna Tschiwina        | 56,25  |
| 8     | USA  | Jenna Riccomini       | 52,00  |
| 9     | JPN  | Yuna Koga             | 50,25  |
| 10    | USA  | Montana Osinski       | 42,50  |
| 11    | SWE  | Wilma Johansson       | 22,25  |
| 12    | AUS  | Abi Harrigan          | 21,50  |

Datum: 18. Januar 2020, 9:30 Uhr

#### Skicross
| Platz          | Land | Athletin              |
| -------------- | ---- | --------------------- |
| Finale         |      |                       |
| 1              | SUI  | Marie Karoline Krista |
| 2              | CZE  | Diana Cholenská       |
| 3              | RUS  | Wladislawa Baljukina  |
| 4              | RUS  | Marija Jerofejewa     |
| kleines Finale |      |                       |
| 5              | CAN  | Marie-Pier Brunet     |
| 6              | FRA  | Léa Hudry             |
| 7              | SWE  | Alice Fortkord        |
| 8              | NOR  | Ingrid Leivestad      |

Datum: 19. Januar 2020, 14:20 Uhr